# Guillermo González del Río García
Guillermo González del Río García, també conegut com a Campanal I, (Avilés, 9 de febrer de 1912 - Sevilla, 22 de gener de 1984), fou un futbolista asturià dels anys 1930 i 1940 i posteriorment entrenador de futbol. Va ser internacional amb la selecció espanyola.

## Trajectòria
Començà la seva carrera a l'Sporting de Gijón, club amb el qual disputà la primera edició de la Segona Divisió l'any 1929. Aquest mateix any, amb tot just 17 anys fou fitxat pel Sevilla FC, que aquells anys lluitava per ascendir a Primera.
La temporada 1933-34 assolí l'ascens a primera divisió, en proclamar-se campió de segona. En el partit final el Sevilla vencé l'Athletic de Madrid amb un gol de Campanal. En 17 partits jugats, el davanter asturià marcà 28 gols. A més, la seva bona campanya fou recompensada amb la convocatòria amb la selecció espanyola per disputar la Copa del Món de Futbol de 1934.
Fou el començament d'una brillant etapa del conjunt andalús en la qual guanyà diversos campionats andalusos, dues Copes d'Espanya, la primera la temporada 1934-35 en derrotar el CE Sabadell per 3-0 amb dos gols de Campanal i la segona el 1939 amb tres gols de Campanal en la victòria per 6 a 2 enfront del Racing de Ferrol, i una lliga espanyola, la temporada 1945-46, malgrat en aquest darrer títol Campanal ja va tenir un paper testimonial.
És considerat un dels millors davanters centres de la història del Sevilla FC, formant part d'una línia d'atac que fou coneguda amb el sobrenom de davantera stuka. És el màxim golejador de la història del Sevilla amb 214 gols.
Amb la selecció espanyola debutà en el partit de desempat de quarts de final del Mundial de 1934 enfront Itàlia disputat el dia 1 de juny de 1934, i que acabà amb victòria italiana. Disputà dos nous partits l'any 1941, en els quals marcà dos gols enfront Portugal. També visqué una curta etapa d'entrenador dirigint el CD Málaga, CD Alcalá de Guadaíra, Coria CF, i en diverses etapes el Sevilla FC.
El seu nebot Marcelino Vaquero també fou futbolista al Sevilla, essent conegut com a Campanal II.

## Palmarès
Sevilla FC
- Lliga espanyola:
  - 1946
- Copa espanyola:
  - 1935, 1939
- Campionat d'Andalusia de futbol:
  - 1930, 1931, 1936, 1939, 1940
- Segona Divisió espanyola:
  - 1934